# Fauna Azije
Fauna Azije oscilira od od zamrznutog Arktika na sjeveru do toplih tropa na jugu. Iako je najveći dio Azije valovita ravnica, može se pohvaliti i izuzetno visokim planinskim lancem Himalajom. U najvećem dijelu unutrašnjosti ima vrlo malo kiše, no neki dijelovi Indije drže svjetski rekord u količini godišnjih kišnih oborina. Na ovom kontinentu kontrasta ima raznolikih staništa, a svako ima svoj karakterističan biljni i životinjski svijet. Mnoge od najpoznatijih ugroženih vrsta, kao što su pande i tigrovi, žive u Aziji. Ali javnosti mnogo manje poznatim, manjim životinjama i biljkama također prijeti opasnost od stalnog povećanja ljudske populacije.

## Živi svijet u šumama umjerenog pojasa
Šume azijskog umjerenog pojasa obiluju vrstama širokolisnog drveća. Ljeta su blaga, no zime znaju biti hladne, a nakon opadanja lišća ima vrlo malo hrane i zaklona. Neke životinje migriraju ili hiberniraju; ostale, kao što je japanski makaki, prilagođene su hladnoći.
U šumama umjerenog pojasa obitava i japanski carski leptir. Mužjak japanskog carskog leptira ima prelijevajući grimizni sjaj, no oba spola imaju točkasta krila. Taj motiv lomi njihov obris i zbog toga se teško mogu uočiti kad slete na suncem obasjan list. Gusjenice su lisno zelene radi kamufliranja na lišću stabla koprivića kojim se hrane.
Japanski makaki živi diljem Japana, ali i najsjevernije od svih majmuna. Zimi mu raste gusto zaštitno krzno, a neki čopori ostaju kraj toplih izvora da bi izbjegli hladnoću snježnih oluja. Njihovu zimsku prehranu čine korijenje, pupoljci i izbojci.

## Živi svijet u kišnoj šumi
Azijske kišne šume su tople tijekom cijele godine, ali imaju kratke sušne sezone. Obrasle su lijanama i epifitima. U kišnoj šumi životinje žive na svim razinama, od šišmiša u krošnjama do tigrova na šumskom tlu.
Tigar provodi najveći dio dana lutajući svojim teritorijem u kišnoj šumi vrebajući plijen. Tigrovi vole vodu, a da bi izbjegli dnevnu toplinu, rashlađuju se u plitkim lokvama (što je rijetko među mačkama pa to neki biolozi smatraju jednim od dokaza da izvorno dolaze iz sjevernijih područja).
Veliki gmazovi, poput krokodila, izležavaju se na obalama rijeka kišnih šuma na jutarnjem suncu i griju svoje tijelo. Nešto kasnije, kad na suncu postane pretoplo, krokodili se vraćaju u vodu da se rashlade.
Svojim glasnim zovom i bučnim kloparanjem krila, kljunorožac je jako uočljiv stanovnik kišne šume. Svoj golemi kljun vrlo vješto koristi za skupljanje plodova i ubijanje plijena.

## Živi svijet travnjaka
Azija ima i tropske savane i prostrane ravnice umjerenih stepa s vrućim i sušnim ljetima. Međutim, tamo ipak rastu trave i grmlje otporno na sušu. Velike životinje prilagođene su preživljavanju sušnih razdoblja (primjerice deve); one manje sklanjaju se u jazbine.
Stada sajga antilopa migriraju zimi na jug da bi izbjegle hladnoće. Na sjever se vraćaju ljeti kad ima dovoljno trave. Sajge u njuški imaju povećanu nosnu šupljinu obloženu sluzi koja zimi zagrijava udahnuti zrak, a pročišćava prašinu za vrućeg i sušnog ljeta.
Žutosmeđi orao se gnijezdi u grmlju i drveću uz vodene tokove. U potrazi za hranom leti na velikim udaljenostima iznad stepa i polupustinja. Žutosmeđi orao je vješt lovac, no da bi se domogao što više hrane, hrani se strvinama i krade plijen ostalim grabežljivcima.

## Planinski živi svijet
Strme stijene i doline u Himalaji predstavljaju brojna utočišta za živi svijet. Šume na nižim padinama ustupaju mjesto visinskim livadama i snježnim poljima. Životinje na višim padinama, primjerice jak, prilagođene su zimskim hladnoćama; ostale migriraju na toplije, niže obronke.
Jak se stoljećima pripitomljava, no još se uvijek u nekim dijelovima planinskih lanaca mogu naći divlje životinje. Duga i kudrava dlaka omogućava jaku da preživi i na temperaturi nižoj od -40°C. Pase svu dostupnu biljnu hranu, čak i mahovinu i lišajeve, a kao izvor vode može mu poslužiti snijeg. 
Himalajski sup je velik i agresivan lešinar koji u potrazi za hranom kruži iznad nekih najviših planinskih strmina. Supovi se hrane gotovo isključivo strvinama. Snažan kukast kljun himalajskog supa dovoljno je jak da raspara krzno uginulog jaka.
Planinska rogata agama živi na vrhovima drveća u planinskim šumama. Njegove zelenkasto-smeđe ljuske prikrivaju ga među grančicama i lišćem. Rogate agame imaju oštre panđe kojima se mogu snažno prihvatiti dok trče i skaču kroz granje.

## Živi svijet sjevernih šuma
Samur lovi tijekom cijele godine mlade ptiće i glodavce. Hrani se i korijenjem i bobicama ako nema dovoljno plijena. Samur spava, sklanja se i koti mlade u šupljim panjevima i dupljama stabala.
U sjevernim šumama obitavaju i šišmiši. Ljeti ovaj otporan sisavac odlazi u potragu za kukcima u šume sve do Arktičkoga kruga. Da bi preživio zimu, hibernira u spiljama i zgradama. Njegovu rasprostranjenost određuje dostupnost prikladnih mjesta s lijegalima.
U azijskim šumama živi i velika siva sova. Da bi pronašla dovoljno hrane, a to su voluharice, leminzi i ostali maleni sisavci, lovi i danju i noću. Može daleko otići u potrazi za dobrim izvorom hrane, no vraća se u guste sjeverne šume radi parenja. Za gnijezdo odabire sigurno mjesto na drvetu ili može iskoristiti staro gnijezdo neke druge velike ptice.

## Pustinjski živi svijet
Nisu sve pustinje vruće tijekom cijele godine. Pustinje umjerenih područja, kao što je Gobi u srednjoj Aziji, imaju žarko vruća ljeta, ali ledeno hladne zime. Da bi ovdje preživjele, životinje moraju biti prilagođene i jednom i drugom suhom okolišu te ekstremnim temperaturama.
Azijski polumagarac živi u malenim krdima u pustinji. Tamo ima vrlo malo vegetacije za biljojede, ali ovaj magarac može jesti i tvrdu pustinjsku travu te slamu. Njegovi glavni neprijatelji su vukovi, iako vrlo rijetki. Da bi se obranio, ovaj magarac može dugo i brzo trčati.
Poput mnogih malenih pustinjskih životinja, mongolski skočimiš može također pobjeći od ekstremno visokih temperatura kopanjem podzemnih jazbina. Život ispod zemlje pomaže mu sačuvati tjelesnu vlagu. Skočimiši grickaju korijenje, izdanke, pupoljke i sjemenke, a vodu piju kad im je dostupna. Tijekom suše mogu dovoljno vlage dobiti od ranojutarnje rose na njihovoj hrani.
U azijskim pustinjama preživljava i pustinjska dvogrba deva. Jako malo ovih pustinjskih stvorenja još živi u divljini. Dvogrba deva ima vrlo gustu dlaku koja je štiti od oštre i hladne zime. Mast pohranjena u dvjema grbama na njezinim leđima omogućava joj da preživi s vrlo malo hrane ili vode tijekom dužeg vremena.

## Poveznice
- Fauna Afrike
- Fauna Sjeverne Amerike
- Fauna Južne Amerike
- Fauna Europe